# Transamazonska cesta
Transamazonska cesta (uradna oznaka BR-230, uradno ime Rodovia Transamazônica) je bila začeta 27. septembra 1972. Dolga je 4000 km, zaradi česar je tretja najdaljša cesta v Braziliji. Teče skozi amazonski deževni gozd in brazilske zvezne države Paraíba, Ceará, Piaui, Maranhão, Tocantins, Pará in Amazonas, od bližine Saboeira do mesta Lábrea.

## Zgodovina
Cesta je bila namenjena povezovanju teh regij s preostalo državo ter s Kolumbijo, Perujem in Ekvadorjem. Drugi glavni cilj projekta je bil ublažiti posledice suše, ki je prizadela severovzhodno regijo države, z zagotavljanjem poti do večinoma praznega zemljišča sredi deževnega gozda , ki bi ga bilo mogoče naseliti. Prvotno je bilo načrtovano, da bo v celoti asfaltirana cesta dolga 5200 kilometrov. Vendar so bili ti načrti spremenjeni po njeni inavguraciji.
Zlasti zaradi visokih stroškov gradnje in brazilske finančne krize v poznih 1970-ih je bil tlakovan le del ceste, od njenega začetka do 200 km pred Marabo. Pomanjkanje popolnoma zaprte ceste je povzročilo številne težave. Potovanje po neasfaltiranih odsekih ceste je v deževni sezoni v regiji med oktobrom in marcem izredno težko. V mokri sezoni se avtomobili pogosto zataknejo na slabo grajeni cesti, v sušnem obdobju pa se na suhih blatnih cestah pogosto pojavijo luknje, ki poškodujejo vozila.
Gradnja ceste je bila zaradi oddaljenosti lokacije zelo zahtevna. Delavci, ki so gradili cesto, so bili pogosto izolirani in brez komunikacije. Edini zunanji stik so bili občasni obiski bližnjih mest. Vendar pa so bile nato uporabljene hude tehnike in postopki, ki so se razvili med gradnjo ceste Belém-Brasília (BR-153). Po navedbah DNIT naj bi v naslednji fazi asfaltirali približno 800 km ceste za izboljšanje prometnih povezav v osrednji regiji države Pará. Brazilska vlada zdaj načrtuje asfaltiranje celotne ceste. Od decembra 2009 je potekalo asfaltiranje med mestoma Ruropolis in Itaituba ter severno do Santaréma. To bo povezovalo nasade soje s kopenskimi tovornimi potmi proti jugu Brazilije. Cesta pa je ostala nedotaknjena na točkah zahodno od Itaitube, včasih pa se zoži na približno 2 metra širine.
Dostop do gradbišč je bil večinoma omogočen z majhnimi letali z uporabo začasnih vzletnih stez in čolnov. Danes je mogoče videti gradbena vozila, ki prečkajo cesto vzhodno in zahodno ter prinašajo umazanijo in gramoz za pripravo na asfaltiranje.

## Značilnosti
BR-230 ali Transamazônica je prečna cesta, ki velja za tretjo najdaljšo cesto v Braziliji s 4260 km dolžine, ki povezuje pristaniško mesto Cabedelo v Paraíbi z občino Lábrea v Amazonasu in prečka nekatera glavna mesta Brazilije. Služi tudi kot povezava s pristaniškimi območji v državi Pará, kot je pristanišče Santarém; Maraba, Altamira in Itaituba. Povezuje se tudi s pristanišči na severovzhodni obali, kot je pristanišče Suape. V Paraíbi predstavlja glavno os gibanja ljudi in blaga med občinami, saj ima kot referenco pristanišče Cabedelo in mesta João Pessoa, Campina Grande, Patos, Pombal, Sousa in Cajazeiras, največja gospodarska središča v državi. Prečka ozemlje Paraíba v dolžini 521 km, z dobrimi prometnimi razmerami do meje z državo Ceará.
147,6 km dolg odsek med Cabedelom, kjer je mejnik 0 in Campina Grande, ki poteka skozi Grande João Pessoa in druge občine, je bil pod vlado FHC razširjen v štiripasovnico. Pričakuje se dodatna širitev med občinama Campina Grande in Cajazeiras.
Zasnovana za boljšo integracijo severa Brazilije s preostalo državo, je bila odprt 27. avgusta 1972, še vedno nedokončana in je treba asfaltirati še več odsekov. Prvotno zasnovana kot 8000 kilometrov dolga asfaltirana cesta, ki bi povezala severno in severovzhodno regijo Brazilije s Perujem in Ekvadorjem, od otvoritve ni doživela večjih sprememb. Kasneje je bil projekt spremenjen na 4977 km do Benjamina Constanta, vendar je bila gradnja v Lábrei prekinjena, skupaj v dolžini 4260 km.

## Deforestacija in ohranjanje
Posredno je povzročila veliko krčenja gozdov v Braziliji , saj ceste olajšajo prevoz lesa. Satelitske slike kažejo, kako ceste povečujejo krčenje gozdov. Dostopne ceste se odcepijo pravokotno od BR-230, kar omogoča globlji prodor v okoliška območja džungle. Prvotno naj bi ceste odpirale zemljo za kmetijstvo naseljencem, vladni moto »zemlja brez ljudi za ljudi brez zemlje«  je bil skovan za opis razvoja Amazonije. Vendar pa so drvarji te ceste uporabili za nadaljnje krčenje gozdov v okoliški džungli.
Ob trasi ceste so bile oblikovane različne varstvene enote, da bi zaustavili krčenje gozdov ali trajnostno upravljali gozdarstvo. Na zahodnem delu od Lábree do Humaite je popolnoma zaščiten narodni park Mapinguari južno od ceste, narodni gozd Balata-Tufari za trajnostno rabo pa severno. Vzhodno od Humaitá narodni gozd Humaitá leži južno od avtoceste, nato narodni park Campos Amazônicos in narodni park Juruena.